# Podprzestrzeń komplementarna
Podprzestrzeń komplementarna – domknięta podprzestrzeń liniowa {\displaystyle X} danej przestrzeni liniowo-topologicznej {\displaystyle E} o tej własności, że istnieje taka domknięta podprzestrzeń liniowa {\displaystyle Y,} iż
{\displaystyle E=X\oplus Y,}
tj. {\displaystyle X+Y=E} oraz {\displaystyle X\cap Y=\{0\}.} Rozkład przestrzeni {\displaystyle E} na sumę prostą domkniętych podprzestrzeni nazywany jest czasami topologiczną sumą prostą. Ponadto podprzestrzeń {\displaystyle X} przestrzeni liniowo-topologicznej {\displaystyle E} jest komplementarna wtedy i tylko wtedy, gdy jest obrazem pewnego ciągłego operatora liniowego {\displaystyle P\colon E\to E} spełniającego warunek {\displaystyle P^{2}=P} (operatory idempotentne nazywane są rzutami). Czasami w geometrycznych rozważaniach dotyczących podprzestrzeni komplementarnych przestrzeni Banacha ważna jest norma rzutu na daną podprzestrzeń. Niech {\displaystyle \lambda \geqslant 1} oraz {\displaystyle E} będzie przestrzenią Banacha. Mówi się, że podprzestrzeń liniowa {\displaystyle X} przestrzeni {\displaystyle E} jest {\displaystyle \lambda }-komplementarna, gdy istnieje rzut {\displaystyle P\colon E\to E} o normie {\displaystyle \leqslant \lambda .}

## Przykłady
- Każda skończenie wymiarowa podprzestrzeń przestrzeni unormowanej jest komplementarna. Wynika stąd, że każda podprzestrzeń kowymiaru skończonego w danej przestrzeni unormowanej jest także komplementarna.
- Każda domknięta podprzestrzeń przestrzeni Hilberta jest komplementarna; co więcej, istnieje rzut ortogonalny, którego jest ona obrazem – mówi o tym twierdzenie o rzucie ortogonalnym. Przestrzeń Banacha, której każda domknięta podprzestrzeń jest komplementarna jest izomorficzna z przestrzenią Hilberta[1].
- Twierdzenie Sobczyka mówi, że jeżeli {\displaystyle E} jest ośrodkową przestrzenią Banacha oraz {\displaystyle X} jest jej podprzestrzenią izomorficzną z przestrzenią c0, to {\displaystyle X} jest 2-komplementarna w {\displaystyle E.} Stałej 2 nie można poprawić.
- Phillips i Sobczyk pokazali niezależnie[2][3], że żadna podprzestrzeń przestrzeni {\displaystyle \ell _{\infty }} izomorficzna z {\displaystyle c_{0}} nie jest komplementarna.
- W przestrzeniach ℓp dla {\displaystyle p\in [1,2)\cup (2,\infty )} istnieją podprzestrzenie izomorficzne z {\displaystyle \ell _{p},} które nie są komplementarne[4][5][6].
- Podprzestrzeń komplementarna przestrzeni z bazą Schaudera nie musi mieć bazy Schaudera[7].
- W przestrzeni Banacha funkcji ciągłych {\displaystyle C[0,\omega ^{\omega }]} na liczbie porządkowej {\displaystyle \omega ^{\omega }+1} istnieje podprzestrzeń izomorficzna z {\displaystyle C[0,\omega ^{\omega }],} która nie jest komplementarna. Można stąd wyprowadzić podobny fakt dla przestrzeni typu {\displaystyle C(K),} gdzie {\displaystyle K} jest zwartą przestrzenią metryczną o tej własności, że {\displaystyle C(K)} nie jest izomorficzne z {\displaystyle c_{0}} (w tym wypadku {\displaystyle C(K)} zawiera komplementarną podprzestrzeń izomorficzną z {\displaystyle C[0,\omega ^{\omega }]}).